# Центральний банк Барбадосу
Центральний банк Барбадосу (англ. Central Bank of Barbados) — центральний банк держави Барбадос.

## Історія
До 1938 року банкноти для Барбадосу випускали кілька приватних банків. У 1938–1951 роках банкноти випускав уряд Барбадосу. 1 серпня 1951 року монопольне право емісії банкнот отримало Управління грошового обороту Карибських територій.
У травні 1972 року було засновано державний Центральний банк Барбадосу.